# Knoc-turn’al
Knoc-turn’al, właśc. Royal Harbor – amerykański raper.
Znany ze współpracy z Dr. Dre. Wydał trzy albumy, jednak nie odniosły one znaczącego sukcesu komercyjnego.

## Albumy

### Albumy studyjne
- Knoc’s Landin (nie wydany)
- L.A. Confidential Presents: Knoc-turn’al (2002)
- The Way I Am (2004)
- Return of the Hustler (2006)

### Albumy „uliczne”
- Knoc’s Vile (2010)